# Liste d'insectes endémiques de France
Une espèce biologique est dite endémique d'une zone géographique lorsqu'elle n'existe que dans cette zone à l'état spontané.
Cet article liste les espèces d'insectes endémiques de France : départements métropolitains (dont la Corse), départements d'outre-mer (Guadeloupe, Martinique, Guyane et Réunion) et collectivités d'outre-mer à statut proche du statut départemental (Saint-Pierre-et-Miquelon, Mayotte, Saint-Martin et Saint-Barthélemy), mais n'inclut pas les anciens territoires d'outre-mer de Wallis-et-Futuna (collectivité territoriale), de la Polynésie française et de la Nouvelle-Calédonie (pays d'outre-mer) et des îles Éparses, de l'île de Clipperton et des Terres australes et antarctiques françaises (districts d'outre-mer). 

## Collemboles

### Entomobryidés
- Pseudosinella tyrrhena (Corse)

## Zygentomes

### Nicolétiidés
- Coletinia jeanneli (Var)

## Dictyoptères

### Blattes

#### Blattellidés
- Ectobius corsorum (Corse)

### Mantidés
- Pseudoyersinia brevipennis

## Diptères

### Nématocères

#### Culicidés, tribu Culicini
- Culex (Melanoconion) dolichophyllus Clastrier, 1970 (Guyane)
- Culex (Aedinus) guyanensis Clastrier, 1970 (Guyane)
- Culex (Melanoconion) patientiae Floch & Fauran, 1955 (Guyane)
- Culex (Culex) prosecutor Séguy, 1927(Guyane)
- Culex punctiscapularis Floch & Abonnenc, 1946 (Guyane)
- Culex (Melanoconion) rabanicola Floch & Abonnenc, 1946 (Guyane)
- Culex (Microculex) reginae Floch & Fauran (Guyane)
- Culex (Melanoconion) tournieri Senevet & Abonnenc, 1939 (Guyane)
- Culex (Melanoconion) trisetosus Fauran, 1961  (Guyane)
- Culex (Melanoconion) vidali Floch & Fauran, 1954 (Guyane)

#### Thaumaléidés
- Thaumalea provincialis

#### Tipulidés (tipules)
- Tipula brolemanni
- Tipula cayollensis (Alpes-Maritimes ; décrite en 2003)
- Tipula gomina (Alpes-Maritimes ; décrite en 2003)
- Tipula roya (Alpes-Maritimes ; décrite en 2003)
- Tipula vesubiana (Alpes-Maritimes ; décrite en 2003)

## Hémiptères

### Hétéroptères

#### Miridés
- Orthocephalus championi (Corse)

### Homoptères

#### Cicadidés (cigales)
- Cicadetta fangoana (Corse)

## Hyménoptères

### Apidés
- Bombus (Asthonipsithyrus) perezi (Corse)

### Eulophidés
- Aprostocetus cebennicus

### Eurytomidés
- Eurytoma cebennica

### Ichneumonidés
- Ichneumon arvernicus

### Tenthrédinidés
- Endelomya filipendulae

### Xyélidés
- Xyela lugdunensis

## Lépidoptères

### Castniidés
- Castnia pinchoni (Martinique)

### Cimeliidés
- Timie corse (Axia napoleona) (Corse)

### Geometridés
- Cidarie de Wehrli (Colostygia cyrnea) (Corse)
- Dyscia royaria (vallée de la Roya, Alpes-Maritimes)
- Mélanippe corse (Epirrhoe timozzaria) (Corse)
- Pareulype casearia (Corse)
- Ortholite retranchée (Scotopteryx obvallaria) (Corse)
- Triphosa petronata (Corse)

### Hesperiidés
- Pyrrhopyge creusae (Bell, 1931)

### Lasiocampidés
- Bombyx de Coluche (Poecilocampa coluchei) (Alpes-Maritimes et Alpes-de-Haute-Provence)

### Lycaenidés
- Bleu-nacré de Corse (Lysandra coridon nufrellensis)  (Corse)

### Nolidés
- Nola dresnayi (Alpes-de-Haute-Provence et Hautes-Alpes)

### Nymphalidés
- Antirrhea ornata Butler, 1870 (Guyane)
- Caeruleuptychia twalela Brévignon, 2005 (Guyane)
- Charaxes saperanus (Mayotte)
- Dynamine laugieri (Oberthür, 1916) (Guyane)
- Euptychia marceli Brévignon, 2005 (Guyane)
- Euptychia neildi Brévignon, 2005 (Guyane)
- Heliconius lalitae Brévignon, 1996 (Guyane)
- Heteropsis narcissus mayottensis (Mayotte)
- Magneuptychia murrayae Brévignon 2005 (Guyane)
- Neptis dumetorum (Réunion)
- Neptis mayottensis (Mayotte)
- Panacea bleuzeni Plantrou & Attal, 1986 (Guyane)
- Pareuptychia binocula (Butler, 1869) (Guyane)
- Pareuptychia hervei (Brévignon, 2005) (Guyane)
- Philaethria andrei Brévignon, 2002 (Guyane)
- Taygetis oyapock Brévignon 2007 (Guyane)
- Taygetis zippora Butler, 1869 (Guyane)

### Piéridés
- Enantia aloikea Brévignon, 1993 (Guyane)

### Papilionidés
- Papilio phorbanta phorbanta Linné, 1771 (Réunion)
- Parides coelus (Boisduval, 1836) (Guyane)
- Philaethria andrei Brévignon, 2002 (Guyane)

### Riodinidés
- Adelotypa wia Brévignon & Gallard, 1992 (Guyane)
- Anteros aurigans Brévignon & Gallard, 1999 (Guyane)
- Argyrogrammana chicomendesi Gallard, 1995 (Guyane)
- Argyrogrammana denisi Gallard, 1995 (Guyane)
- Argyrogrammana praestigiosa (Stichel, 1929) (Guyane)
- Argyrogrammana sebastiani Brévignon, 1995 (Guyane)
- Argyrogrammana sticheli (Talbot, 1929) (Guyane)
- Aricoris zachaeus (Fabricius, 1798) (Guyane)
- Calospila antonii Brévignon, 1995 (Guyane)
- Calospila gallardi Brévignon, 1995 (Guyane)
- Calydna stolata Brévignon, 1998 (Guyane)
- Cissia maripa Brévignon, 2005 (Guyane)
- Cissia moneta (Weymer, 1911) (Guyane)
- Esthemopsis crystallina Brévignon & Gallard, 1992 (Guyane)
- Euselasia bilineata Lathy, 1926 (Guyane)
- Euselasia cuprea Lathy, 1926 (Guyane)
- Euselasia fayneli  Gallard, 2006 (Guyane)
- Euselasia inini Brévignon, 1996 (Guyane)
- Euselasia manoa Brévignon, 1996 (Guyane)
- Euselasia phedica (Boisduval, [1836]) (Guyane)
- Euselasia rubrocilia Lathy, 1926 (Guyane)
- Euselasia saulina Brévignon, 1996 (Guyane)
- Euselasia waponaka Brévignon (Guyane)
- Lasaia lalannei Gallard 2008 (Guyane)
- Livendula jasonhalli (Brévignon & Gallard, 1999) (Guyane)
- Menander thalassicus Brévignon & Gallard, 1992 (Guyane)
- Mesene patawa Brévignon, 1995 (Guyane)
- Mesosemia ackeryi Brévignon, 1997 (Guyane)
- Mesosemia epidius Hewitson, 1859 (Guyane)
- Mesosemia esmeralda Gallard & Brévignon, 1989 (Guyane)
- Mesosemia inconspicua Lathy, 1932 (Guyane)
- Mesosemia minutula Gallard, 1996 (Guyane)
- Mesosemia nympharena Stichel, 1909 (Guyane)
- Mesosemia teulem Brévignon, 1995 (Guyane)
- Mesosemia walteri Brévignon, 1998 (Guyane)
- Nymphidium callaghani Brévignon, 1999 (Guyane)
- Nymphidium colleti Gallard, 2008 (Guyane)
- Nymphidium guyanensis Gallard & Brévignon, 1989 (Guyane)
- Nymphidium hermieri Gallard, 2008 (Guyane)
- Pirascca interrupta (Lathy, 1932) (Guyane)
- Roeberella flocculus Brévignon & Gallard, 1993 (Guyane)
- Semomesia cecilae Gallard 1998 (Guyane)
- Semomesia nesti Hewitson, 1858 (Guyane)
- Symmachia poirieri  Gallard 2009 (Guyane)
- Symmachia rosanti Gallard 2010 (Guyane)
- Theope amicitiae Hall, Gallard & Brévignon, 1998 (Guyane)
- Theope brevignoni Gallard, 1996 (Guyane)
- Theope caroli Brévignon, 2011 (Guyane)
- Theope christophi rorota (Guyane)
- Theope ebera Brévignon, 2011 (Guyane)
- Theope ernestinae Brévignon, 2011 (Guyane)
- Theope fernandezi Brévignon, 2011 (Guyane)
- Theope foliolum Brévignon, 2011 (Guyane)
- Theope fracisi Brévignon, 2010 (Guyane)
- Theope johannispetreus Brévignon, 2010 (Guyane)
- Theope lichyi Brévignon, 2011 (Guyane)
- Theope martinae Brévignon, 2011 (Guyane)
- Theope minialba Gallard, 2006 (Guyane)
- Theope palambala Gallard, 2009 (Guyane)
- Theope rochambellus Brévignon, 2010 (Guyane)
- Theope saphir Brévignon, 2009 (Guyane)
- Theope zafaran Brévignon, 2011 (Guyane)
- Zelotaea alba  (Guyane)
- Zelotaea suffusca  (Guyane)

## Névroptères

### Hémérobiidés
- Wesmaelius martinae (Pyrénées-Orientales)

## Orthoptères

### Acrididés (criquets)
- Œdipode de Bonifacio (Acrotylus braudi) (Corse, espèce décrite en 2005)
- Gomphocère pyrénéen (Gomphoceridius brevipennis) (Pyrénées)
- Miramelle des frimas (Podisma amedegnatoae) (Mont Ventoux) - Espèce décrite en 2007[1].

### Bradyporidés
- Éphippigère provençale (Ephippiger provincialis)
- Uromenus (Steropleurus) chopardi (Corse)

### Catantopidés
- Caloptène languedocien (Paracaloptenus bolivari) (Pyrénées)

### Pamphagidae
- Criquet rhodanien (Prionotropis rhodanica)

### Rhaphidophoridés
- Dolichopoda bormansi (Corse)
- Dolichopoda (Dolichopoda) chopardi (Alpes)

### Tettigoniidés(sauterelles)
- Antaxius (Chopardius) sorrezensis
- Antaxius (Cyrnantaxius) bouvieri (Corse)
- Metrioptera (Metrioptera) buyssoni
- Parnassiana vicheti
- Decticelle de Bonfils (Rhacocleis bonfilsi) (Corse)
- Decticelle varoise (Rhacocleis poneli) (Alpes), espèce décrite en 1987[2].

## Phasmatodea (phasmes)

### Hétéronémiidés
- Pseudobacteria donskoffi (Guadeloupe), décrit en 1998

### Phasmatidés
- Apterograeffea reunionensis (Réunion), décrit en 2002
- Hesperophasma pavisae (Guadeloupe), décrit en 1998
- Lamponius guerini (Guadeloupe)
- Lamponius lethargicus (Guadeloupe), décrit en 1998
- Paraclonistria nigramala (Guadeloupe), décrit en 1998

## Plécoptères

### Leuctridés
- Leuctra cyrnea

## Trichoptères

### Glossonématidés
- Synagapetus arvernensis (Massif central)

### Hydropsychidés
- Hydropsyche cyrnotica (Corse)

### Philopotamidés
- Wormaldia artillac
- Wormaldia gardensis (Gard)

### Polycentropidés
- Polycentropus corsicus (Corse)

### Rhyacophilidés
- Rhyacophila arties